# المطلوبون 18
المطلوبون الـ 18 هو فيلم وثائقي فلسطيني-كندي من عام 2014 يتحدث عن جهود الفلسطينيين في بيت ساحور لبدء صناعة ألبان محلية الصنع خلال الانتفاضة الأولى، حيث أخفوا قطيعًا مكونًا من 18 بقرة من على مرأى قوات الأمن الإسرائيلية عندما اعتبرت مجموعة الألبان تهديدًا لأمن إسرائيل القومي. يحوي الفيلم على مقابلات وثائقية مع المشاركين في الأحداث، لقطات أرشيفية، رسومات، ورسوم متحركة بالأبيض والأسود. شارك في إخراجها المخرج الكندي بول كوان والفنان التشكيلي الفلسطيني والمخرج عامر الشومالي. كان الفيلم يعتبر المدخل الفلسطيني لأفضل فيلم بلغة أجنبية في حفل توزيع جوائز الأوسكار الثامن والثمانين ولكنه لم يرشح في النهاية. 

## خلفية
في الثمانينيات، كجزء من المقاطعة الفلسطينية للضرائب والسلع الإسرائيلية، شكَّل سكان بيت ساحور لجنة محلية وقاموا بإقرار التوقف عن شراء الحليب من الشركات الإسرائيلية، في سعيهم لتحقيق أكبر قدر من الاستقلالية المالية. قاموا بشراء أبقار من كيبوتسنيك (مستوطنة زراعية يهودية) ثم شرعوا في تعلم كيفية تربية حيوانات المرعى وحلبها بشكل عصامي. حققت المزرعة نجاحًا، مع وجود طلب محلي قوي على «حليب الانتفاضة». ومع ذلك، فقد أُعلن أن القطيع يمثل «تهديدًا للأمن القومي لدولة إسرائيل» وسعت إسرائيل إلى مصادرة الأبقار، مما أجبر الفلسطينيين على التفكير بطرق مبتكرة لإبقائها مخفية.    

## أسلوب التصوير

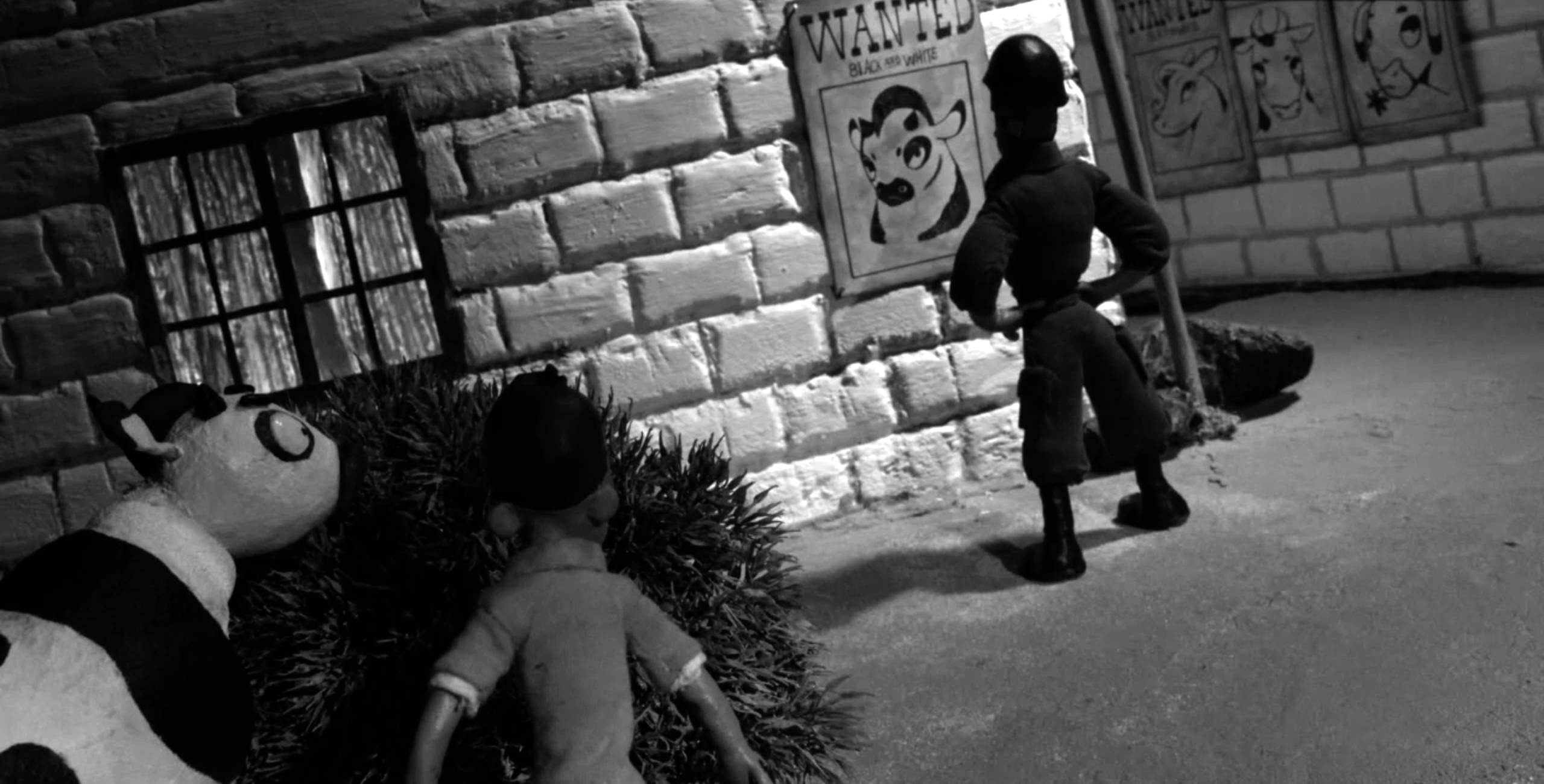
المطلوبون الـ 18 (رسوم متحركة من الطين)

قصة فيلم المطلوبون الـ 18 تُروى من وجهة نظر الأبقار - ريكفا، روث، لولا، وغولدي، كان المخرج يعتزم استخدام وجهة نظر الأبقار كطريقة لجلب الجمهور للتعاطف مع القضية. بالإضافة إلى ذلك تم دمج عدة أساليب وفنون تصويرية داخل الفيلم، احداها هي طابع الرسوم المتحركة الطينية الطريفة،   حيث أن الضحك بالنسبة لشومالي هو وسيلة للتمرد السلمي.
أصر صانعوا الفيلم أن يكون الفيلم ذو طابع مشابه لـكتب الرسوم الهزلية، ولذلك فقد تم تصوير المقابلات الحية بطريقة التي توحي إحساس كتب الرسوم الهزلية. 

## الإنتاج
بدأت فكرة الفيلم تأخذ حيزا من تفكير شومالي منذ طفولته، حيث قضى معظم وقته في قراءة الكتب المصورة كطريقة للهروب من الواقع المرير الذي عاشه في فترة اقامته في مخيم للاجئين السوريين. سمعت إينا فيشمان (منتجة الفيلم) عن القصة لأول مرة عندما كانت في حدث وثائقي تم عقده في رام الله مع مجموعة من المنتجين والمذيعين. كانت نية شومالي الأصلية هي إنتاج فيلم رسوم متحرك قصير عن القصة. ولكن فيشمان رأت أن لدى أحداث القصة المؤهلات الكافية لفيلم وثائقي طويل، وبالفعل استطاعت التواصل مع المخرج الوثائقي المخضرم المقيم في مونتريال بول كوان. استغرق المشروع ما يقرب من الخمس سنوات لإكماله - وهي تعتبر فترة طويلة لإنتاج أي فيلم، المسبب الأكبر لهذا هو الوقت الذي استغرقه إنشاء الرسوم المتحركة بالإضافة إلى حقيقة أن شومالي ومعاونيه الكنديين عاشوا على بعد آلاف الأميال عن بعضهم البعض. 
الفيلم عرض عدة مقابلات حية، احداها مع جلال أمسيه، المدرس الذي اشترى الـ 18 بقرة، وأخرى مع أستاذ علم الأرض (الجيولوجيا) جاد إشاد، والصيدلاني إلياس رشماوي، والجزارة فيرجينيا سعد. كما أجرى الفيلم مقابلات مع اثنين من أعضاء الحكومة الإسرائيلية: شلتيل لافي، الحاكم العسكري للمنطقة آنذاك، وإيهود زراحية، المستشار للشؤون العربية. 
تم تأليف موسيقى الفيلم التصويرية من قبل بينويت تشاريست. وتم انتاجه على يد فيشمان وناتالي كلوتير.  حصل الفيلم على تمويل من قبل الصندوق العربي للثقافة والفنون (ِAFAC) والذي مقره في بيروت. ومن «سند»، صندوق أبوظبي لدعم الأفلام. ويعتبر إنتاج مشترك بين Intuitive Pictures ،Bellota Films، Dar Films Productions ،2M ،ARTE وNational Film Board of Canada.

## تاريخ الإصدار
تم عرض الفيلم لأول مرة في العالم في مهرجان تورنتو السينمائي الدولي 2014 وتم عرضه على جمهور كبير في رام الله.  بالإضافة إلى عرضه في مهرجانات خريف 2014، من أهمها مهرجان أبوظبي السينمائي، حيث حصل الفيلم على جائزة أفضل فيلم وثائقي من العالم العربي،  Rencontres internationales du Documentaire de Montréal،  وحصل على جائزة Golden tanit لأفضل فيلم وثائقي قرطاج مهرجان الأفلام 2014. وفي عام 2015، فاز بجائزة أفضل فيلم وثائقي في مهرجان ترافيرس سيتي السينمائي.

## الجدل
لم يتمكن مخرج الفيلم عامر الشومالي من حضور عرض الفيلم في مهرجان هيومن رايتس ووتش السينمائي الدولي في مدينة نيويورك بسبب منعه من قبل الحكومة الإسرائيلية من دخول القدس بإعتباره يمثل تهديدًا أمنيًا. وبالتالي لم يتمكن الحصول على تأشيرة الولايات المتحدة.

## تقييم
حصل الفيلم على استحسان بنسبة %69 في موقع Rotten Tomatoes، بناءً على 13 مراجعة، بمتوسط تقييم 5.86/10. وعلى Metacritic ، حصل الفيلم على متوسط %59 بناءً على 6 نقاد، مما يشير إلى وجود «مراجعات مختلطة أو متوسطة التقييم».

### الجوائز
| جائزة                                     | سنة  | فئة                                                     | النتيجة | المراجع |
| ----------------------------------------- | ---- | ------------------------------------------------------- | ------- | ------- |
| مهرجان أبوظبي السينمائي                   | 2014 | أفضل فيلم وثائقي من الوطن العربي                        | فوز     | [ 18 ]  |
| مهرجان أبوظبي السينمائي                   | 2014 | جائزة اللؤلؤة السوداء لأفضل فيلم وثائقي                 | رُشح     | [ 18 ]  |
| مهرجان الجزيرة الدولي للأفلام الوثائقية   | 2015 | جائزة قناة الجزيرة الوثائقية للفيلم الطويلة             | فوز     | [ 19 ]  |
| مهرجان قرطاج السينمائي                    | 2014 | تانيت دور للأفلام الوثائقية                             | فوز     | [ 20 ]  |
| مهرجان السينما الدولي ومنتدى حقوق الإنسان | 2015 | ذكر خاص من قبل لجنة التحكيم للأفلام الوثائقية الإبداعية | فوز     | [ 21 ]  |
| مهرجان تالين بلاك نايتس السينمائي         | 2014 | أفضل فيلم مستقل في أمريكا الشمالية                      | رُشح     | [ 22 ]  |
| مهرجان ترافيرس سيتي السينمائي             | 2015 | جائزة المؤسسين لأفضل فيلم وثائقي                        | فوز     | [ 23 ]  |

## روابط خارجية
- قائمة الطلبات المقدمة إلى حفل توزيع جوائز الأوسكار الثامن والثمانين لأفضل فيلم بلغة أجنبية
- قائمة المرشحين الفلسطينيين لجائزة الأوسكار لأفضل فيلم بلغة أجنبية

- المطلوبون 18  في قاعدة بيانات الأفلام على الإنترنت (بالإنجليزية)
- فلسطين المحتلة: فيلم يسخر من الاحتلال مرشح لجائزة أوسكارـ شبكة الألوكة .